# Kriegskategorie österreich-ungarischer Lokomotiven
Die Kriegskategorie war ein einheitliches Klassifikationssystem für Lokomotiven der unterschiedlichen staatlichen und privaten Eisenbahnen Österreich-Ungarns für militärische Zwecke.
Das Bild der Eisenbahn in der Österreichisch-Ungarischen Monarchie war sehr vielfältig. Neben den Staatsbahnen (z. B. KkStB, MAV) gab es zahlreiche private Linien. Jede Bahnverwaltung hatte ihren eigenen Bestand an Lokomotiven und ein eigenes Bezeichnungssystem, das über Leistungsfähigkeit oder Gleisbelastungen nichts auszusagen vermochte.
Auf Druck der militärischen Führung wurde daher in den 1870er Jahren eine zusätzliche Beschriftung ersonnen, die auf den Lokomotiven aller privaten und staatlichen Linien beider Reichshälften anzubringen war, die sogenannte Kriegskategorie. Im Ernstfall eines Krieges sollten die Militärs die Nutzbarkeit von Lokomotiven beurteilen können, ohne die verschlüsselten Nummerncodes der Baureihen kennen zu müssen.

## Das erste System
Das ursprüngliche System war denkbar einfach gehalten und bestand aus zwei Komponenten:
- Kuppelachsen in Form einer römischen Ziffer
- Kuppelachslast in Form eines Kleinbuchstabens (a, b, c oder d)

Der Kleinbuchstabe a bedeutete dabei eine Achslast von 10 t, d eine solche von 14 t. Ob es sich um eine Tender- oder Schlepptenderlok handelte, war nicht herauszulesen, ebenso wurde die Meterlast nicht berücksichtigt. Eine 1C-Lokomotive mit 10 t Achslast hatte die Kategorie IIIa.

## Erweiterung
Ein großer Mangel des Systems war das Fehlen einer Angabe über die maximale Anhängelast. Außerdem war die Angabe der Achslast sehr grob gehalten. Um den technischen Entwicklungen Rechnung zu tragen, wurde das System ausgebaut. Die neue Kriegskategorie bestand aus drei Angaben, die oberhalb und unterhalb eines horizontalen Bruchstrichs angeordnet wurden:
oberhalb des Bruchstrichs
- Kuppelachsen wie früher als römische Ziffer
- Anhängelast in Tonnen bei 10 ‰ Steigung und 17 km/h in arabischen Ziffern

unterhalb des Bruchstrichs
- Streckenbelastung in Form eines Großbuchstabens (A, B, C oder D) und einer arabischen Ziffer (1 bis 8)

Die Streckenbelastung wurde aus den Achslasten der Meterlast und dem Radstand errechnet, wobei A8 die schwerste und D1 die leichteste Kategorie war.
Die Baureihe 310 hatte z. B. bei 14,5 t Achslast die Kategorie {\displaystyle {\tfrac {III_{375}}{A1}}}. Die schwerste Lokomotive war die sechsfach gekuppelte Erzberg-Zahnradlok 269 mit einer Achslast von 15 t und einer sehr gedrängten Bauform. Sie hatte die Kategorie {\displaystyle {\tfrac {VI_{625}}{A8}}}. Als letztes Beispiel hatte die Reihe 178, als Nebenbahnlokomotive, die Kategorie {\displaystyle {\tfrac {IV_{300}}{C5}}}.

## Nutzen und Ende
So gut und logisch das System erdacht war, zeigte es im Ersten Weltkrieg wenig Nutzen. Die Strecken im Kriegsgebiet waren dem oftmaligen Wechsel von Besitzer und Zustand unterworfen (z. B. Behelfsbrücken). Somit war eine genaue Definition der richtigen Kategorie oft schwierig oder unmöglich.
Das Bezeichnungssystem der Kriegskategorien wurde in den Nachfolgestaaten der Monarchie teilweise noch bis in die 1930er Jahre weiterverwendet. Schlussendlich verschwand dieses international einmalige Bezeichnungssystem.